# صباغ مباشر
الأصبغة المباشرة (بالإنجليزية: Direct Dye)‏ هي أصبغة شاردية ذات ألفة للمواد السيليلوزية عند وجودها في حمام صباغي بوجود كهرل.
ويعرف أيضًا بأنه صنف من الأصبغة تطبق مباشرة على المواد في حوض قلوي أو معتدل، عند درجة حرارة الغليان بوجود ملح.
أول صباغ مباشر كان اسمه أحمر الكونغو وقد استعمل منذ سنة 1884 م. وقد سمي بالصباغ المباشر لأنه الصباع الأول المتوفر لتلوين السليليوز «مباشرة» بدون استخدام المرسخات اللونية.
وهي أصبغة ثنائية وعديدة الآزو ذات شوارد السلفيت (-SO3)، التي تعد مسؤولة عن انحلاليتها الجيدة في الماء. الأصبغة المباشرة ذات ثباتية لونية عالية ضد الضوء حيث تحتوي على ذرات معدنية مرتبطة بروابط معقدة. يمكن تحسين ثباتية اللون في العديد من الأصبغة المباشرة بمعالجتها بأملاح معدنية (Aftercoppering dyes).
تمثل الأصبغة المباشرة الصنف الرئيس لصباغة الألياف السيليلوزية.

## المزايا
رخيصة واقتصادية، وسهلة التطبيق، وذات خواص تجانس (levelling) جيدة، وذات طيف كبير من الألوان وتنوع واسع من ثباتية اللون، ثباتية جيدة ضد الضوء.

## المساوئ
ثباتية لونية سيئة ضد الاختبارات الرطبة. ذات بريق متوسط.

## تصنيف الأصبغة المباشرة
تصنف الأصبغة المباشرة بحسب:
1- تركيبها الكيميائي : وهو التصنيف الأقل أهمية للصباغين، مع أنه مهم للمهتمين بكيمياء الأصبغة. يعود ذلك إلى وجود أصبغة متشابهة تمامًا في تركيبها الكيميائي، ولكنها متباينة في خواصها الصباغية وثباتيتها اللونية.
2- ثباتيتها اللونية : تمثل الثباتية اللونية ضد الضوء برقم بين (1 و 8). الرقم 1 يشير إلى أصبغة ذات ثباتية لونية ضعيفة ضد الضوء، في حين أن الرقم 8 يشير إلى العكس تمامًا. تتناسب الثباتية اللونية عادة مع العمق اللوني (depth of shade). يبين الجدول التوضيحي التالي صباغين مباشرين لهما نفس الحامل اللوني، ولكن ثباتيتهما اللونية مختلفة، مما يعني أن تصنيف الأصبغة بحسب بنيتها الكيميائية غير ذي قيمة للصبّاغين.
| اسم الصباغ                          | C.I. Direct Yellow 8 | C.I. Direct Yellow 27 |
| ----------------------------------- | -------------------- | --------------------- |
| التركيب الكيميائي                   |                      |                       |
| ثباتية اللون في العمق اللوني الخفيف | 1-2                  | 1                     |
| ثباتية اللون في العمق اللوني الغامق | 5                    | 4                     |

3- خصائصها الصباغية: تقسم الأصبغة المباشرة وفق خصائصها الصباغية إلى ثلاثة مجموعات (A و B و C)، وهو تصنيف جمعية الصباغين والملونين.
- الصنف A: أصبغة مباشرة ذاتية التجانس: لهذه المجموعة خصائص تجانس لوني جيدة، وهذا يعطي صباغة متجانسة حتى عندما تضاف الأملاح عند بداية عملية الصباغة.
- الصنف B: أصبغة يمكن التحكم بها بإضافة الأملاح: هذه الأصبغة ذات خصائص هجرة وتجانس أضعف نسبيًا. يمكن أن تعطي صباغة متجانسة عند استعمال صباغة الدفعات (Batch dyeing) وذلك بالإضافة المضبوطة للأملاح، وعادة بعد الوصول إلى درجة حرارة الصباغة.
- الصنف C: أصبغة يمكن التحكم بها بإضافة الأملاح ودرجة الحرارة: هذه الأصبغة ذات خصائص هجرة وتجانس أضعف نسبيًا، وألفتها تزداد بسرعة مع ازدياد درجة الحرارة. يمكن ضبط معدل الصباغة بضبط معدل ارتفاع درجة الحرارة وإضافة الأملاح أيضًا. بعض هذه الأصبغة تحتاج إلى كمية صغيرة من الأملاح لتظهر استنفادًا جيدًا للأصبغة عند الألوان الباهتة.